# Analogion

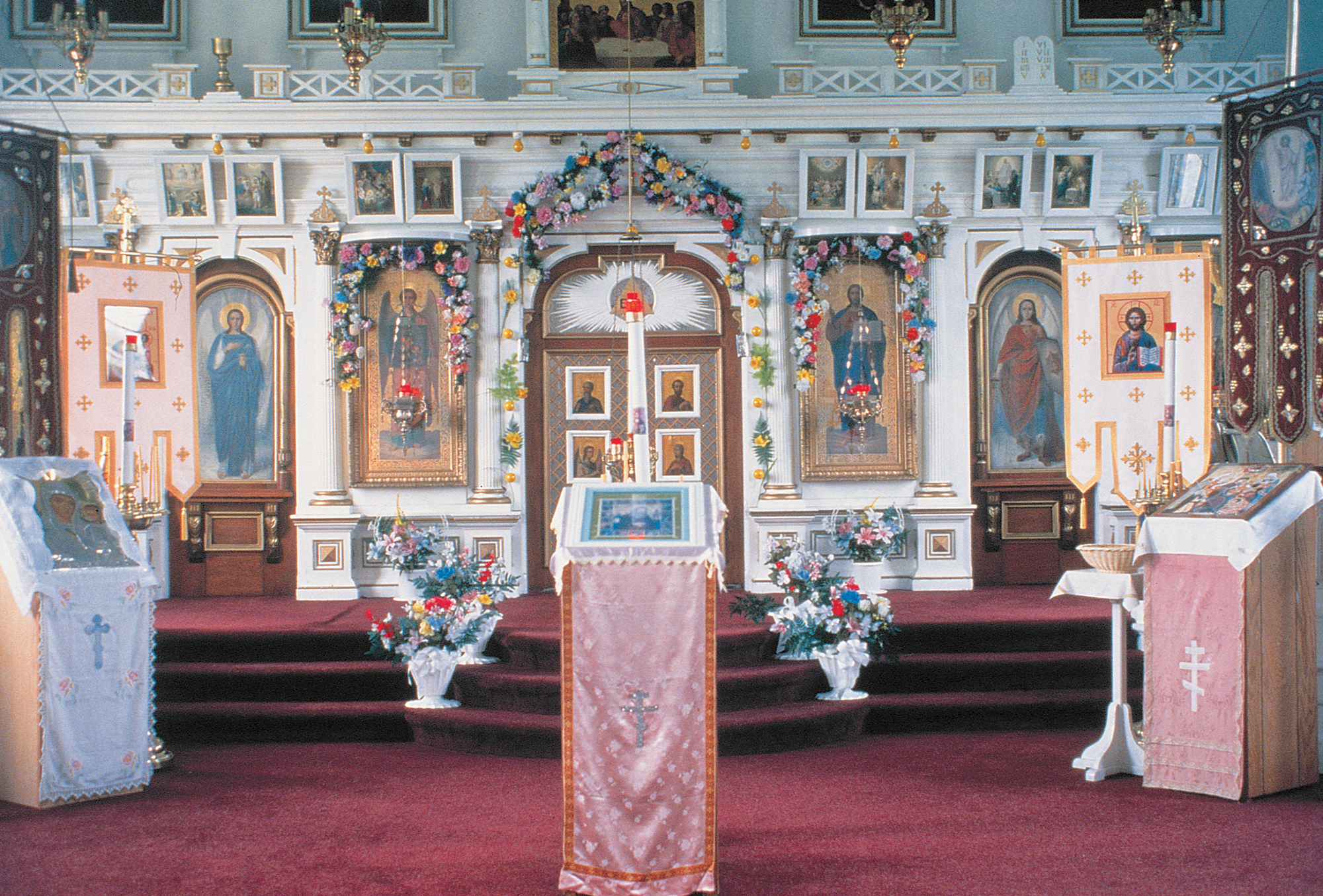
Analogiony z ikonami przed ikonostasem cerkwi św. Mikołaja w Seldovii

Analogion lub anałoj (gr.  ἀναλόγιον, ἀναλογείον, cs. anałogij, anałoj) – w prawosławiu prostokątny i skośnie ścięty stół, służący jako podstawa dla wystawionych do adoracji ikon lub ksiąg cerkiewnych.
W praktyce liturgicznej znane są trzy rodzaje analogionu, określane z greckiego jako diskelion, proskinitarion oraz właściwy analogion. Pierwszy z wymienionych jest konstrukcją rozkładaną, na której składane są najczęściej wykorzystywane w czasie nabożeństwa księgi. Diskelion przykrywa się materiałem kolorystycznie odpowiadającym szatom kapłańskim na dany dzień. Przy użyciu diskelionu czytane są teksty Ewangelii, paremii, proroctw oraz psalmy i modlitwy wchodzące w skład pierwszej, szóstej i dziewiątej godziny dobowego cyklu. Tego typu analogion może być wykorzystywany także poza cerkwią, np. w monasterach, w prywatnej modlitwie w celach mnichów. Nie ma on wyznaczonego miejsca w świątyni i może być przenoszony zależnie od potrzeby.
Proskinitarion jest prostopadłościennym, ściętym w górnej części stołem, nakrywanym płótnem (nie jest to jednak obowiązkowe), na którym wystawiane są ikony czczone w danej świątyni. Miejscem tradycyjnie przeznaczanym dla tego typu analogionu jest środek nawy cerkiewnej w tradycji rosyjskiej i miejsce przy południowo-wschodniej kolumnie w klasztorach Athosu. Podobny kształt mają wykorzystywane przy nabożeństwach lekkie przenośne anałoje wykorzystywane przy spowiedzi i czytaniu Ewangelii w czasie nabożeństw.
Analogion trzeciego typu, znany przede wszystkim w tradycji greckiej, ma formę drewnianego wielobocznego słupa. Wykorzystywany jest na klirosie dla składania nut. W tradycji rosyjskiej analogion trzeciego typu nie jest spotykany, a chórzyści korzystają z dwóch pierwszych typów lub ze zwykłych pulpitów.